# Зоолошки врт Палић
Зоолошки врт Палић је један од четири зоолошка врта у Србији, налази се у насељеном месту Палић, крај палићког језера, у близини Суботице.

## О зоолошком врту
Основан је 31. маја 1950. године, као установа културе, а као оснивач води се град Суботица. Први становници били су медвед, мајмун и папагај. Површина на којој се простире износи 15 хектара, од којих је 10 хектара култивисаног парковског простора, доступног посетиоцима. 
Располаже са око 100 животињских врста, односно око 450 примерака животиња које су смештене у четрдесетак волијера, кавеза или објеката. Годишње га посећује око 160.000 посетилаца из земље и иностранства.
У склопу ЗОО-врта је и ботаничка баштина врта која представља збирку многих заштићених врста, као и нетипичних лишћара и четинара (као што су либански кедар, џиновска секвоја и ариш) и више десетина хиљада садница сезонских цветница сопствене производње.
Поред класичне зоолошке и ботаничке функције ЗОО-врт Палић од средине осамдесетих година функционише и као педагошка установа, јер ту ђаци из 20 основних школа града Суботице организовано долазе у посету. Том приликом се организују, између осталог богатог садржаја и едукативне амбијенталне радионице, предавања, посматрање биљака и животиња, али и разни семинари.
ЗОО-врт Палић иницирао је сарадњу са представницима Управе за заштиту животне средине Министарства за науку и заштиту животне средине, Покрајинским секретаријатом за заштиту животне средине и одрживи развој и Заводом за заштиту природе у правцу обезбеђивања услова да зоо-врт Палић добије статус прихватилишта за животиње које су под контролом трговине ретким и угроженим врстама, као и прихват болесних, изнемоглих, рањених и/или заплењених животиња које су дошле у посед државе, а са циљем њихове ревитализације и каснијег враћања у природу. Прихватилиште за дивље животиње основано је 2004. године, и од тада је збринуто око 3700 јединки. 
ЗОО врт је отворен сваког дана у години, како радним данима, тако и празницима и викендима. 

## Галерија
- Лав
- Жирафа
- Мајмуни
- Локвањ
- Пони
- Папагај
- Паун